# Benazolve
Benazolve es una localidad española perteneciente al municipio de Ardón, en la comarca del Tierra de León, provincia de León, comunidad autónoma de Castilla y León. 
Situado sobre el arroyo del Prado, afluente del río Esla por su margen derecha.
Los terrenos de Benazolve limitan con los de Ardón, Villavidel y Campo de Villavidel al noreste, Cabreros del Río al este, Villalobar al sureste, Villacalbiel, San Esteban de Villacalbiel y Villibañe al suroeste, Vallejo y Villagallegos al oeste y Valdevimbre y Farballes al noroeste.
Perteneció a la antigua Hermandad de Vega con Ardón.